# Héctor García (Kirai)
Héctor García Kirai és un blogaire, enginyer de sistemes, fotògraf i geek valencià, autor de diversos llibres sobre la cultura del Japó, on viu de l'any 2005 ençà.
Nascut l'any 1981 en Alacant i originari de Calp, l'any 2003 va mamprendre un blog personal intitulat Kirai.NET: un geek en Japón, que va esdevindre molt popular entre els otakus i va guanyar el premi a la millor bitàcola personal del Premis Bitácora 2004: aficionat de xicotet a l'anime, el manga i els videojocs, a punt d'acabar els estudis universitaris d'enginyeria informàtica en la Universitat d'Alacant, va obtindre una beca Vulcanus per a estudiar un any al Japó.
En vindre d'allí, va treballar durant un estiu en l'Organització Europea per a la Recerca Nuclear a Suïssa, però l'any 2005 se'n va tornar al Japó per a instal·lar-se definitivament a Shibuya: expert en el web semàntic, Héctor va treballar huit mesos en tecnologia de reconeixement de la parla junt amb personal de Microsoft i, en acabant, per a Technorati. Eixe any, Kirai va ser nominat a millor blog pel diari 20 Minutos: el títol és producte d'un error d'ortografia, en escriure kirai (きらい, odi) per compte de kirei (きれい, bonic).
A finals del 2006, l'Héctor va participar en el documental Hobby junt amb David Esteban o Danny Choo, rodat a Tòquio i Kyoto durant el llançament de la Wii: fan declarat de The Legend of Zelda: Twilight Princess i d'StarCraft, també ha enregistrat la seua veu en alguns jocs de Nintendo DS.
Uns anys més tard, va decidir escriure un llibre a partir dels apunts publicats en el blog: després d'oferir el projecte a diverses editorials, Norma Editorial va ser l'única que es va interessar. Titulat com el blog, Un geek en Japón es va presentar en el Saló Internacional del Còmic de Barcelona de 2008: el llibre està dividit en dotze capítols en els quals tracta aspectes com l'idioma japonés, el turisme pels Japons, el J-Pop, el budisme zen o els vàters al Japó, tot il·lustrat amb fotografies pròpies.
Fotògraf aficionat des de 2004, García va començar a fer fotografia de carrer influït per Nobuyoshi Araki o Daido Moriyama amb una Nikon D40 i, més avant, una Nikon D90: entre els temes que retrata, hi ha fotografies de japonesos dormint en llocs públics. L'any 2010 Norma li va publicar el segon llibre, Momentos, un àlbum fotogràfic estructurat en deu capítols amb temes com l'arquitectura, els costums, retrats, la nostàlgia o la pluja. El XVI Saló del Manga de Barcelona va comptar amb la presència de l'autor per a presentar el llibre, amb una exposició de les fotografies publicades en l'fnac Triangle.
El seu tercer llibre, Ikigai, és el resultat d'un viatge amb Francesc Miralles i Contijoch a Ogimi, un poble de l'illa d'Okinawa amb l'índex de longevitat més alt de la Terra, per a trobar el secret dels supercentenaris.
| « | Per a informar-me solc usar la Viquipèdia perquè és un compendi d'informació impressionant, sobretot si comences a botar de part a part i a vore informació de les referències a peu de pàgina. | » |

## Llibres publicats
| A    | Títol                           | Editorial | ISBN                                                         | Detalls                                   |
| ---- | ------------------------------- | --------- | ------------------------------------------------------------ | ----------------------------------------- |
| 2008 | Un geek en Japón                | Norma     | ISBN 88498476583 Error en ISBN: longitud ni 10 ni 13         | 144 planes                                |
| 2009 | Un geek in Giappone             | Panini    | ISBN 88863463118 Error en ISBN: longitud ni 10 ni 13         | 152 planes, edició en italià              |
| 2012 | A Geek in Japan                 | Tuttle    | ISBN 4805311290                                              | 160 planes, edició anglòfona              |
| 2012 | Un geek en Japón. Nueva versión | Norma     | ISBN 8467909994                                              | 272 planes, edició augmentada i corregida |
| 2013 | Un geek en Japón. Momentos      | Norma     | ISBN 8467901748                                              | 176 planes, edició bilingüe               |
| 2016 | Ikigai                          | Urano     | ISBN 8479539224                                              | 192 planes, versió en castellà            |
| 2016 | Ikigai                          | Entramat  | ISBN 8492920150 Error en ISBN: suma de verificació no vàlida | 192 planes, versió en català              |